# Piranha Bytes
Piranha Bytes é uma desenvolvedora de jogos eletrônicos de origem Alemã, com sede em Essen. Fundada em 1997, é a criadora das séries de RPGs Gothic e Risen. Em 2019 a empresa passou a ser uma subsidiária da THQ Nordic.

## Jogos
Lista de jogos desenvolvidos em ordem de lançamento.
| Ano  | Título                       | Série  |
| ---- | ---------------------------- | ------ |
| 2001 | Gothic                       | Gothic |
| 2002 | Gothic 2                     | Gothic |
| 2003 | Gothic 2: Night of the Raven | Gothic |
| 2006 | Gothic 3'                    | Gothic |
| 2009 | Risen                        | Risen  |
| 2012 | Risen 2: Dark Waters         | Risen  |
| 2014 | Risen 3: Titan Lords         | Risen  |
| 2017 | ELEX                         | ELEX   |
| 2022 | ELEX II                      | ELEX   |